# 呙姓
呙姓是一个中国罕见姓氏。
“咼”字是“鍋”“媧”“過”等形声字的声符。《简化字总表》中未收该字，“呙〔咼〕”仅作为一个简化偏旁存在，据此可类推出“锅”“娲”等简化字；而“過”则单独简化为“过”。直至2013年，《通用规范汉字表》在三级字表中收录了“呙”字。

## 起源
1. 由女娲氏之“娲”字删去“女”而来。[1]
2. 由过国后裔删去“過”字之“辶”而来。[2]

## 人物
- 呙俐：中国女子花样游泳运动员。
- 咼中校：中国网络作家。

## 延伸阅读
[在维基数据编辑]
 《欽定古今圖書集成·明倫彙編·氏族典·咼姓部》，出自陈梦雷《古今圖書集成》